# Haus Klatte
Das Haus Klatte befindet sich in Bremen, Stadtteil Schwachhausen, Ortsteil Riensberg, Schwachhauser Heerstraße 170. Das Wohn- und Sommerhaus entstand 1896. Es steht seit 1986 unter Bremer Denkmalschutz.

## Geschichte
Das eingeschossige Wohnhaus mit dem prägenden, zweigeschossigen, mittleren Giebelrisalit, mit vorspringenden Satteldächern und einer Loggia wurde 1896 in der Epoche des Historismus im Schweizerhausstil für Anna Klatte gebaut. Das Sommerhaus mit vielen dekorativen Elementen aus Holz stand am Rande der damaligen hier noch ländlichen Besiedlung von Schwachhausen. 
Heute (2018) wird das Haus durch Wohnungen genutzt. Dahinter steht ein dreigeschossiges Wohnhaus von 2013 mit neun Eigentumswohnungen.
Hinweis: In Schwachhausen, Hollerallee 32, steht die Villa Klatte von 1900, die für Jacoba Klatte gebaut wurde.